# Musée universel (hebdomadaire)
Musée universel (de nom complet : Musée universel : revue illustrée hebdomadaire) est une revue spécialisée dans les arts graphiques diffusée entre 1872 et 1894, avec des interruptions.

## Histoire
Le premier numéro, édité en octobre 1872, correspond à l'édition du premier semestre 1873,.
Il cesse d'être diffusé le 28 décembre 1878 après 326 numéros pour devenir Le Musée artistique et littéraire (du 4 janvier 1879 au 31 décembre 1881, 157 numéros).
Il redevient Le Musée universel journal hebdomadaire : littérature, histoire, beaux-arts, vie domestique, sports en une nouvelle série, le 2 juin 1894.